# 名古屋市交通局3000形電車 (軌道)

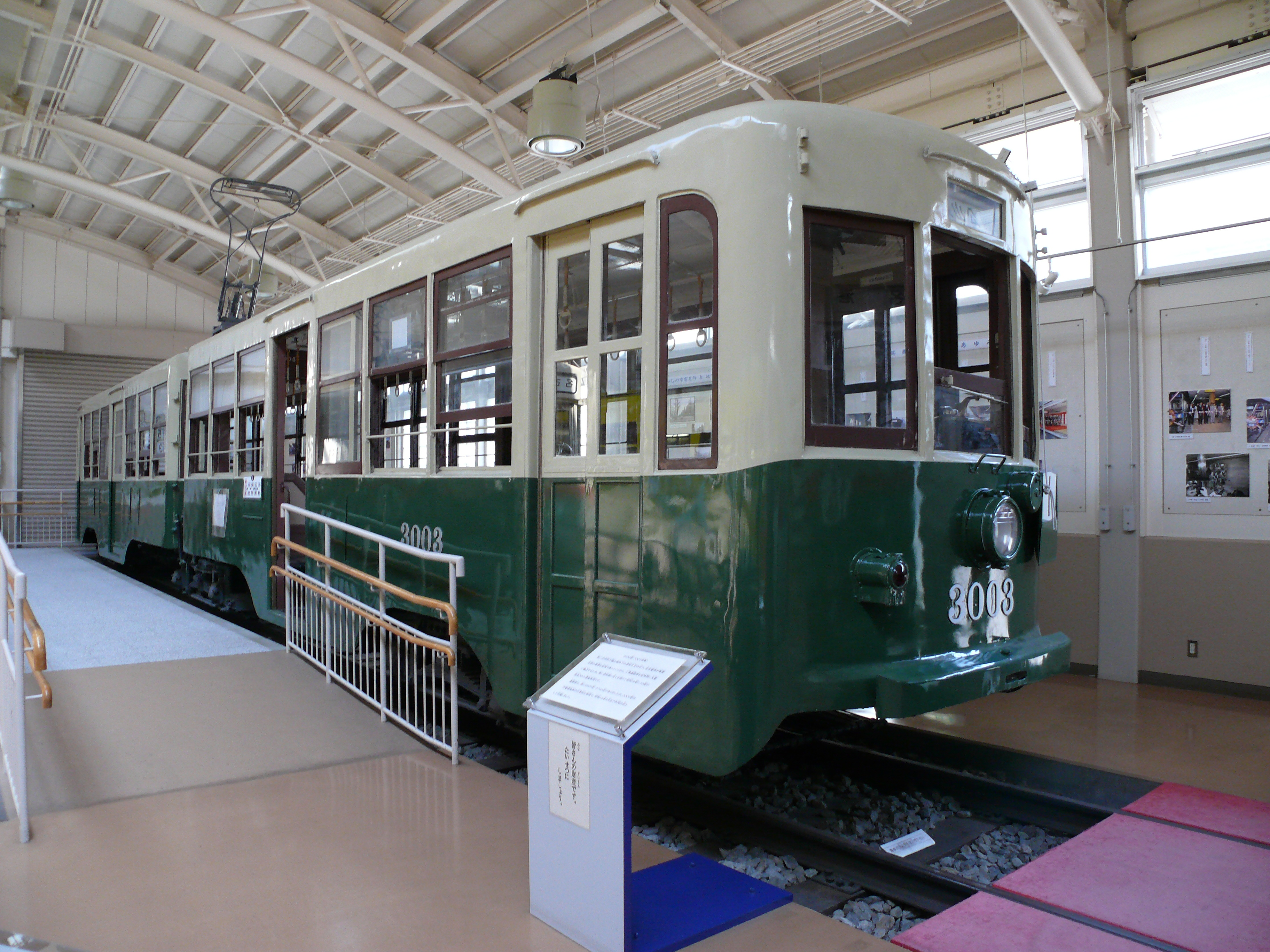
名古屋市交通局3000形電車（レトロでんしゃ館）

名古屋市交通局3000形電車は、かつて名古屋市交通局が保有していた路面電車用の車両である。連接構造を採用した、2車体3台車の車両であった。

## 概要

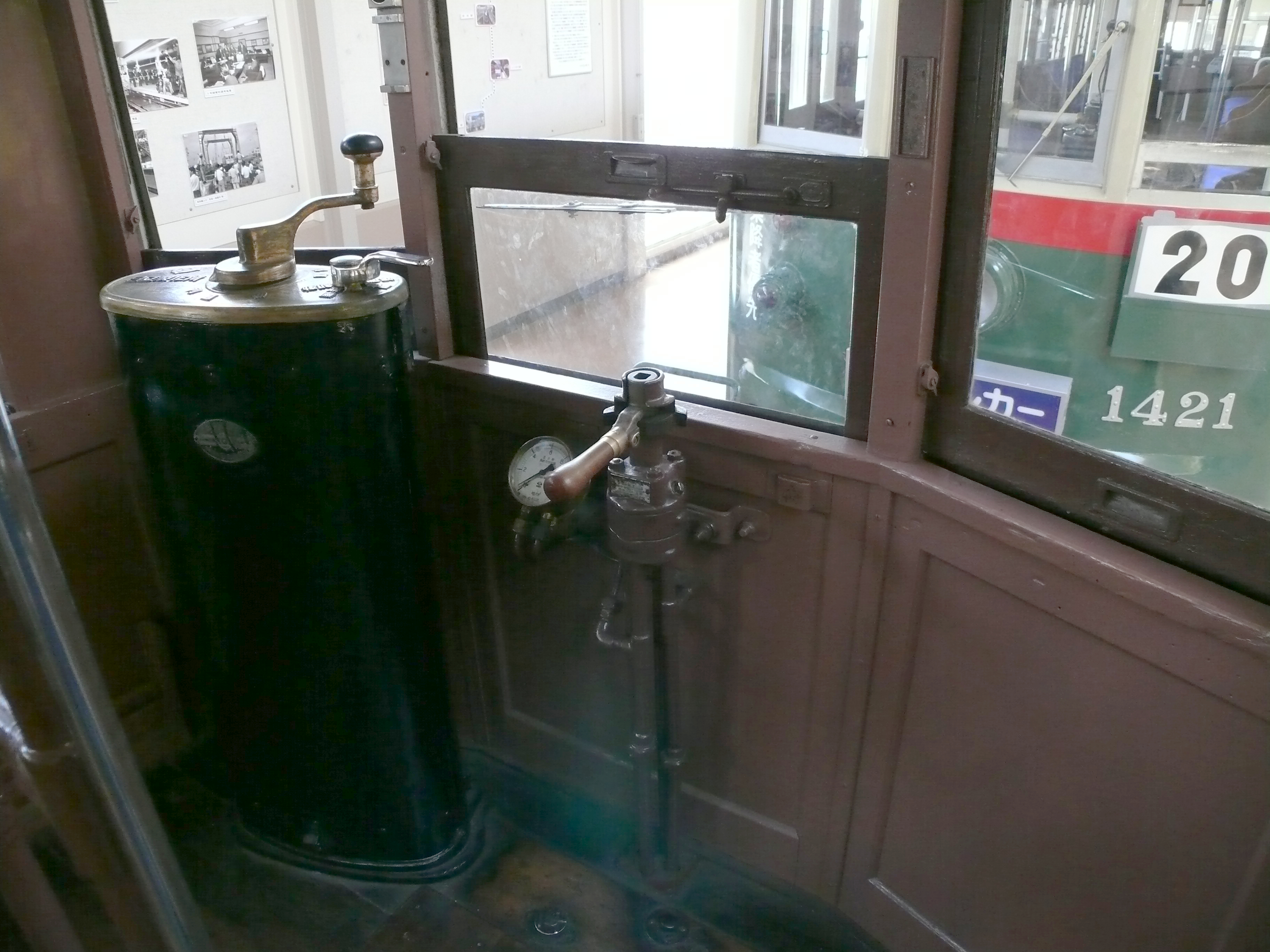
運転台（レトロでんしゃ館）

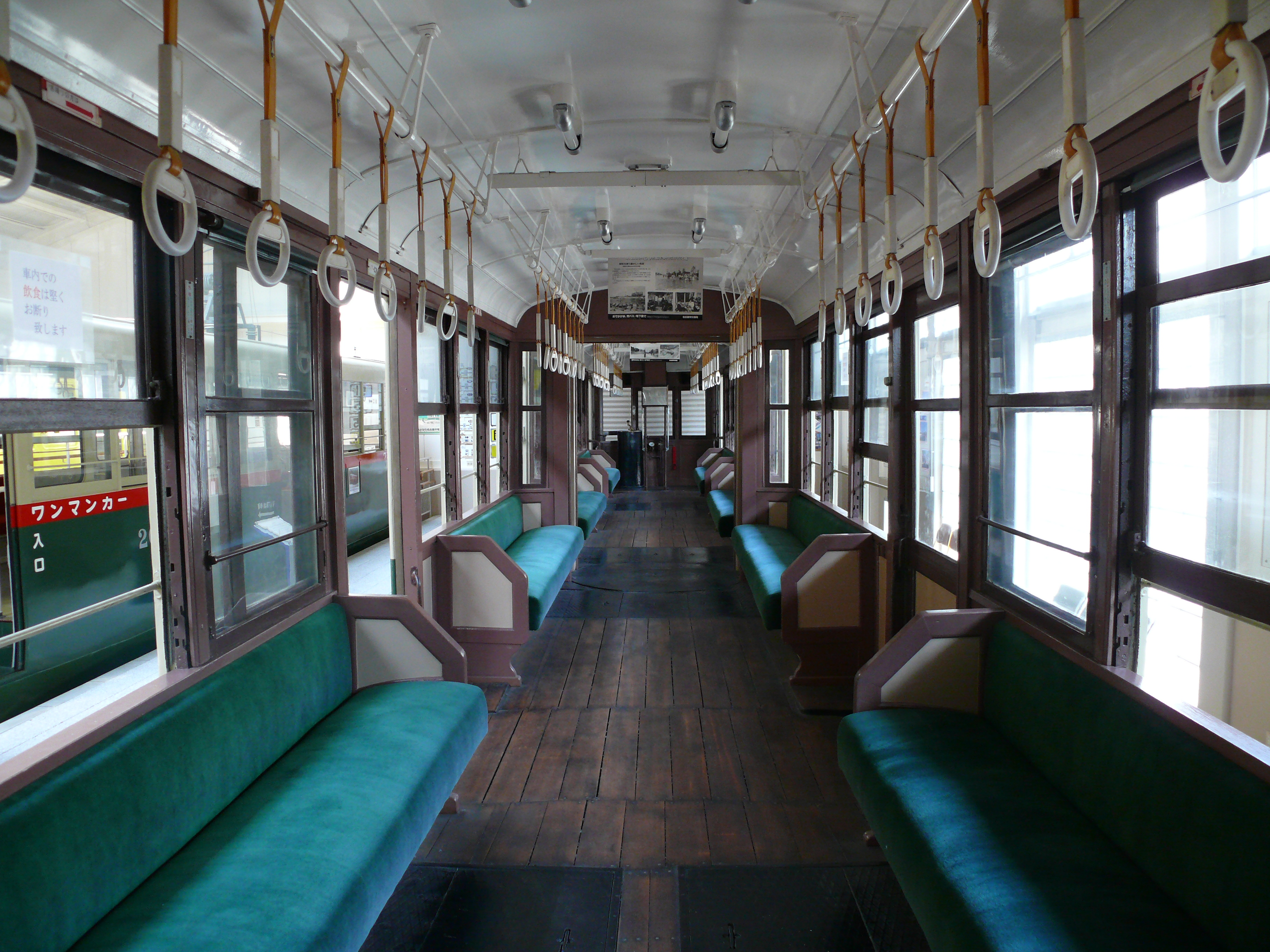
車内（レトロでんしゃ館）

戦時中の工員輸送を目的に、資材に特別の割当を受けて製造された車両である。
2600形に続く2形式目の2車体連接車として、1944年3月に木南車輌製造によって10編成が製造された。2600形の経験から低床型・間接制御方式で設計されたが、電気部品が納入されず、電動機や制御器は旧型から捻出して竣工し、戦中戦後は収容力にものを言わせて活躍した。
車体は側面窓配置1D3D3の車体を背中合わせに2両1組としており、張り上げ屋根を採用。前面は1400形の流れを汲む3枚窓ではあるが、俗に「木南スタイル」と呼ばれる、深いカーブのおでこを持つ。
ただし前面中央窓上に付けられた方向幕の上に小型の水切りを設けたため、2600形のようないわゆる「海坊主」的な雰囲気はない。
前灯は竣工当時は方向幕上に設けられていたが、戦後に前面中央窓下に移設された。
中央の連接台車も低床型を採用したため、車内はフラットになり、側窓の天地寸法も扉間と連結面側が揃えられた。このため2600形よりも軽快な印象を受ける外観となっている。
直接制御方式で、モーターは50PSのものを2基装備したが、12m級の中型ボギー車と変わらない出力のため、全長18m級の2車体連接車には非力であった。
本形式の車番は2600形と同様、車番の後ろにA,B,Cといったアルファベットをつけることで連結位置を示すといったものではなく、2両一組で同じ車番とするものであった。
集電装置はパンタグラフではなくビューゲルであり、一方の車体に付いている。

## 運用
池下車庫に配置され、同車庫担当で輸送力が必要な東西幹線の栄町線を中心に運用され、池下車庫の廃止後は新設の稲葉地車庫に全車揃って転属し、引き続き栄町線で活躍した。
1963年3月に地下鉄東山線が東山公園まで延伸開業すると、栄町線の乗客数が減少し、輸送力を同線に集中する必要がなくなったため、全車が沢上車庫に転属した。ここでは市中心部と南部工業地帯を結ぶ、南北幹線の熱田線・大江線で輸送力を発揮した。
昭和40年代に入ると、路線縮小が進み、運用範囲は次第にラッシュ時や団体輸送のみに狭められ、1967年に3009、1968年に3010が廃車された。残る8両は高辻車庫に転属し、東郊線を中心に最後の活躍をしたが、ワンマン化改造に適さない車体構造もあり、1970年に全車が廃車された。

## 保存車・譲渡車
1970年に3003が名古屋市科学館で保存された。屋外展示だったが、4年に1度程度の塗装替えなど手入れが行き届いていたため、最良の展示状態を保っていた。
その後、同館の増築工事に伴い、1986年に同車は交通局に返還されて地下鉄鶴舞線日進工場で保管されていたが、現在では2000年6月に開館した「名古屋市市電・地下鉄保存館（レトロでんしゃ館）」で保存・展示されている。車内は公開されており、立ち入ることもできる。

## 車両諸元
- 車長：18000mm
- 車高：3410mm
- 車幅：2334mm
- 定員：150名
- 自重：20.0t
- 台車：木南バー型
- 電動機：50PS（36.8kW）×2
- 製造：木南車輌製造